# جانيت خورادو
جانيت خورادو (بالإنجليزية: Jeanette Jurado)‏ هي مغنية أمريكية، ولدت في 14 نوفمبر 1965 في بيكو ريفيرا في الولايات المتحدة.

## وصلات خارجية
- جانيت خورادو على موقع IMDb (الإنجليزية)
- جانيت خورادو على موقع ميوزك برينز (الإنجليزية)
- جانيت خورادو على موقع ديسكوغز (الإنجليزية)